# Мужская сборная Узбекистана по баскетболу 3×3
Мужская сборная Узбекистана по баскетболу 3×3 представляет Узбекистан на международных соревнованиях по баскетболу 3×3. Управляющим органом является Федерация баскетбола Узбекистана.
По состоянию на 1 сентября 2024, мужская сборная Узбекистана по баскетболу 3×3 занимает 73-е место в мировом рейтинге ФИБА мужских сборных по баскетболу 3×3.

## Результаты выступлений
| Турнир         | Золото | Серебро | Бронза | Всего |
| -------------- | ------ | ------- | ------ | ----- |
| Чемпионат Азии | —      | —       | —      | —     |
| Итого          | —      | —       | —      | —     |

### Чемпионат Азии по баскетболу 3x3
| Год           | Место          | Игры           | Победы         | Поражения      | Состав команды                                                     |
| ------------- | -------------- | -------------- | -------------- | -------------- | ------------------------------------------------------------------ |
| 2013—2019     | не участвовали | не участвовали | не участвовали | не участвовали | не участвовали                                                     |
| Сингапур 2022 | 12             | 2              | 0              | 2              | Semen Mityayev, Artur Ovanesov, Damirjon Turgunov, Farkhod Yusupov |
| 2023—н. в.    | не участвовали | не участвовали | не участвовали | не участвовали | не участвовали                                                     |